# Espectrómetro Magnético Alpha
El Espectrómetro Magnético Alpha, (en inglés: Alpha Magnetic Spectrometer (AMS-02)), es un módulo experimental de física de partículas  instalado en la Estación Espacial Internacional. Fue diseñado para detectar varias clases de materia exótica mediante la medición de rayos cósmicos. Sus instrumentos ayudarán a los científicos a estudiar la formación del Universo y a detectar materia oscura y antimateria. Su investigador principal es el físico de partículas y ganador del premio Nobel de física, Samuel Ting, ganador del Premio Nobel de física en 1976. Las últimas etapas de su construcción y testeo fueron completadas en las instalaciones del CERN en Ginebra. Después de la prueba final en ESA en el centro Europeo de Investigaciones Espaciales y el Centro de Tecnología (ESTEC) de los Países Bajos, la entrega al Centro Espacial Kennedy en Florida tuvo lugar el 26 de agosto de 2010. El lanzamiento se efectuó el 16 de mayo a las 12:56:26 UTC de 2011 en el vuelo STS-134, el último vuelo en el programa del transbordador espacial y el espectrómetro se instaló el 19 de mayo de 2011.
Para el 15 de abril de 2015, el AMS-02 había registrado más de 60 mil millones de eventos de rayos cósmicos y 90 mil millones después de cinco años de operación desde su instalación en mayo de 2011.
En marzo de 2013, el profesor Ting informó los resultados iniciales, diciendo que AMS había observado más de 400.000 positrones, con un aumento de la fracción de positrones a electrones de 10 a 250 GeV. (Los resultados posteriores han mostrado una disminución en la fracción de positrones a energías superiores a unos 275 GeV). No hubo "variación significativa a lo largo del tiempo, o ninguna dirección entrante preferida. Estos resultados son consistentes con los positrones que se originan en la aniquilación de partículas de materia oscura en el espacio, pero aún no son lo suficientemente concluyentes como para descartar otras explicaciones". Los resultados se han publicado en Physical Review Letters. Aún se están recopilando datos adicionales.

## Historia
El Espectrómetro Magnético Alpha fue propuesto en 1995, poco después de la cancelación del Super Colisionador Superconductivo, por el físico de partículas del MIT y Premio Nobel Samuel Ting. La propuesta fue aceptada y el Dr. Ting se convirtió en el investigador principal del proyecto.

### AMS-01

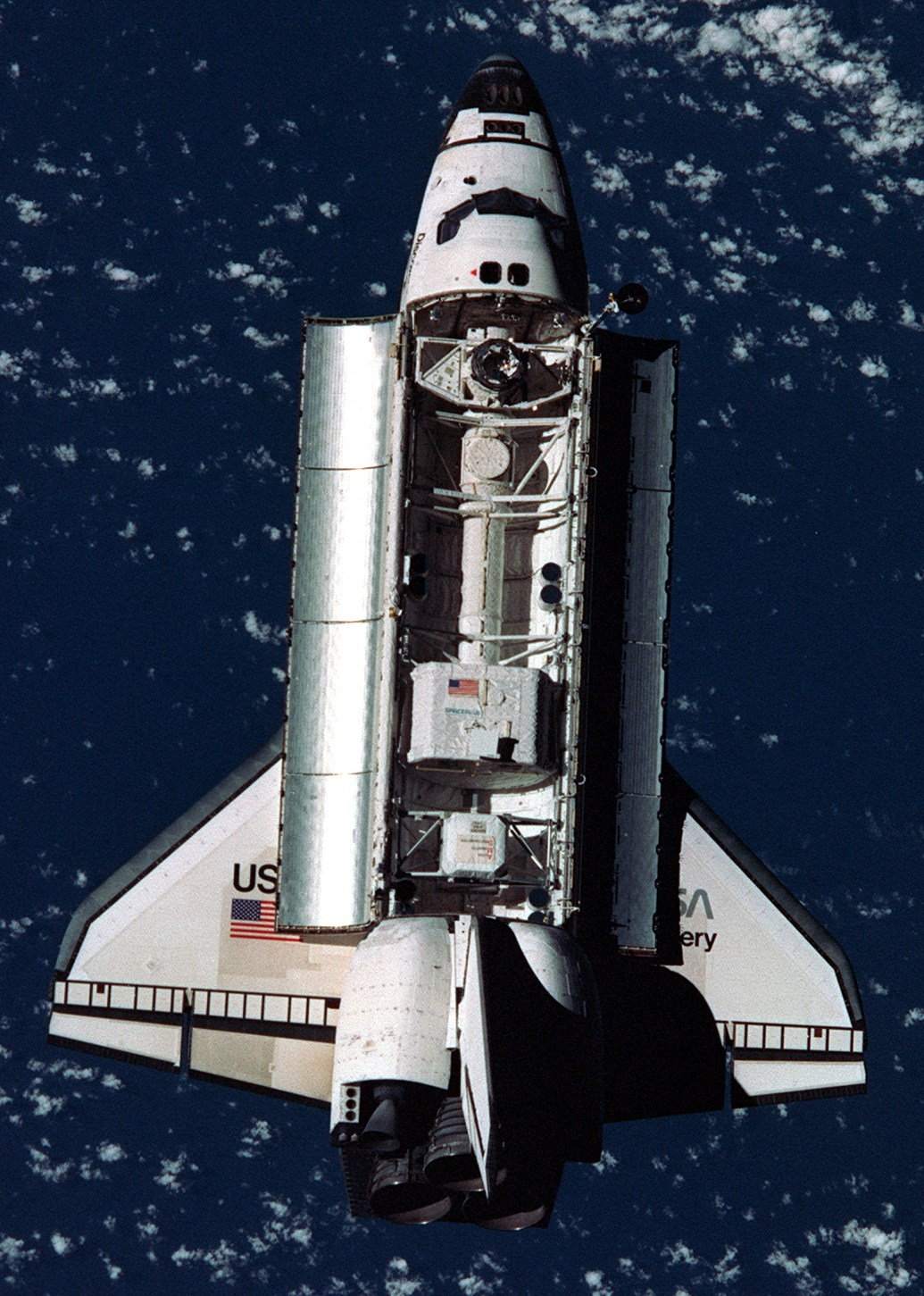
El AMS-01 voló al espacio en junio de 1998 a bordo del transbordador espacial Discovery en la misión STS-91. Puede vérselo en la parte trasera de la bodega de carga del orbitador.

Un prototipo del AMS con una versión simplificada del detector, designado AMS-01, fue construido por el consorcio internacional AMS bajo la dirección de Ting, y fue enviado al espacio en el transbordador espacial Discovery durante el vuelo STS-91 en junio de 1998. Si bien el AMS-01 no logró detectar antihelio su operación probó que el concepto de ese tipo de detector funcionaba en el espacio. Esta misión del Discovery fue la última de un transbordador espacial a la estación espacial Mir. La fotografía fue obtenida desde la estación rusa.

### AMS-02
Luego del vuelo del prototipo AMS-01, el equipo del Dr. Ting comenzó el desarrollo de un sistema completo de investigación denominado AMS-02. Este esfuerzo involucró el trabajo de 500 científicos de 56 instituciones en 16 países, organizados bajo el auspicio del Departamento de Energía de los Estados Unidos (DOE). Se determinó que los requerimientos de consumo eléctrico del AMS-02 eran demasiado grandes para desarrollarlo en la práctica como un satélite independiente, por lo que se lo diseñó para ser instalado como un módulo externo en la Estación Espacial International y usar parte de la electricidad generada por la estación. El plan luego del accidente del Columbia era llevar el AMS-02 hasta la ISS en 2005 durante la misión UF4.1, pero ciertas dificultades técnicas y retrasos en el cronograma de lanzamientos del transbordador espacial hicieron que esto no resultara posible.
Actualmente el AMS-02 está atravesando las etapas finales de integración y testeo en las instalaciones del CERN en Ginebra, Suiza. Las pruebas definitivas incluyen la exposición del módulo a poderosos haces de nucleones generados por los aceleradores de partículas del CERN. Su envío al Centro Espacial Kennedy en Florida, Estados Unidos, estaba previsto para el segundo trimestre de 2010, siendo finalmente lanzado por el transbordador espacial Endeavour el 16 de mayo de 2011 y comenzando sus operaciones tres días después.
Originalmente, el AMS-02 iba a ser transportado de regreso a la Tierra por un transbordador espacial luego de que finalizara su misión primaria. Sin embargo, esto no podrá ocurrir debido al retiro de los transbordadores, y de acuerdo al plan actual se dejará al módulo en su lugar en el exterior de la estación espacial, donde continuará su operación como un detector de rayos cósmicos en una misión extendida.

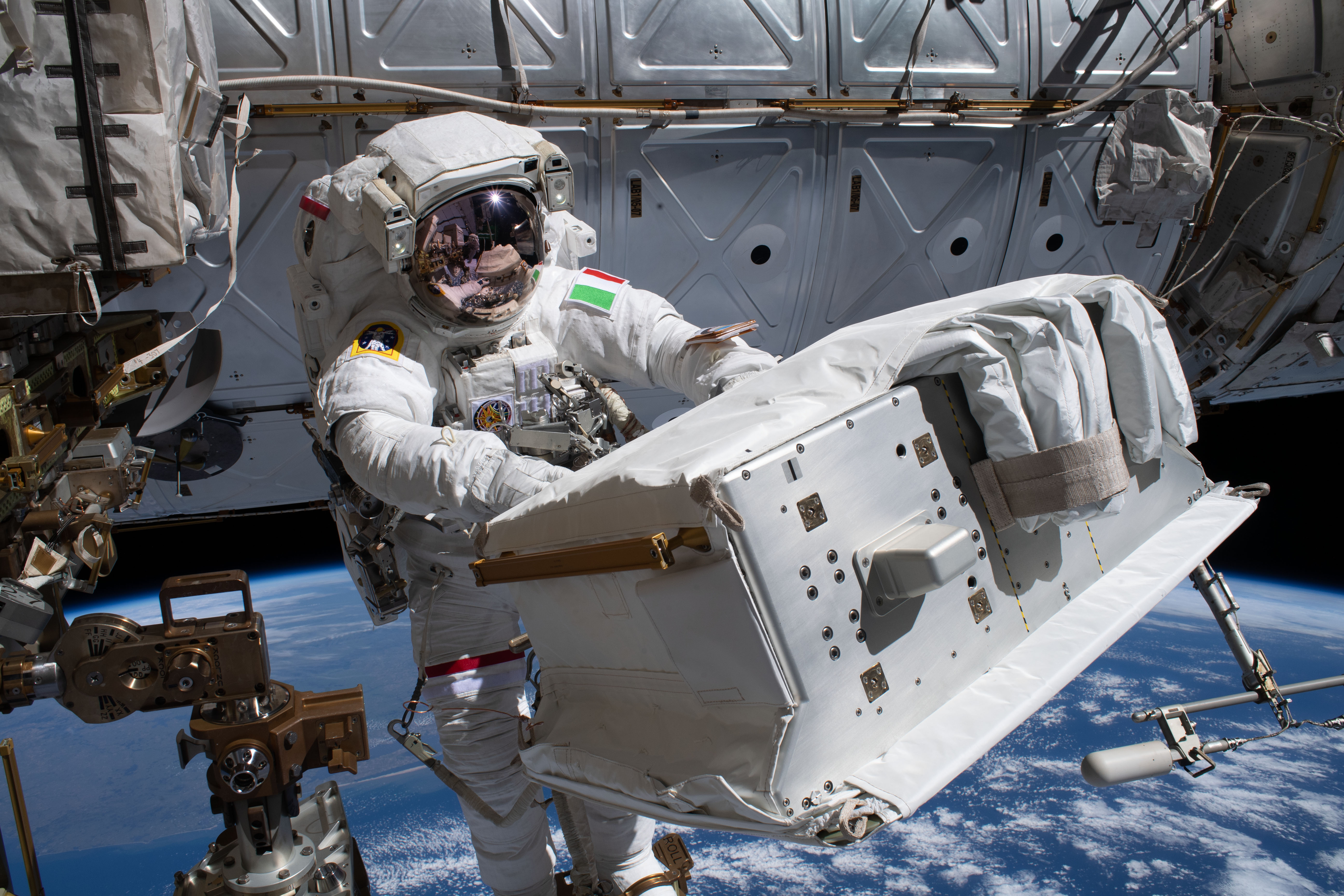
El astronauta de la ESA Luca Parmitano, unido al brazo robótico Canadarm2, lleva el nuevo sistema de bomba térmica para AMS

## Administración del proyecto
Las actividades relacionadas con la integración de la carga útil, el lanzamiento y la instalación del AMS-02 son manejadas por la Oficina del Proyecto Espectrómetro Magnético Alpha, en el Centro Espacial Johnson de la NASA en Houston, Texas.

## Lanzamiento e instalación en la Estación Espacial Internacional
Está previsto que el AMS-02 sea transportado a la Estación Espacial Internacional como parte de la misión ULF6 de ensamblaje de la estación en el vuelo STS-134 del transbordador espacial. El módulo será removido de la bodega de carga del transbordador espacial por su brazo robótico, y será transferida al brazo robótico de la estación espacial para su instalación. El AMS-02 será montado encima de la estructura de armazón integrada, en el lado cenital del elemento S3 del armazón. Se requerirá de al menos una EVA para completar la instalación. También será necesario reabastecer el suministro de helio en estado de superfluidez del AMS-02 en la bodega de carga del transbordador minutos antes del lanzamiento.

## Especificaciones
- Masa: 6.731 kg
- Consumo eléctrico: 2000 - 2500 vatios
- Transmisión interna de datos: 10 Gbit/s
- Transmisión de datos a tierra: 2 Mbit/s
- Duración de la misión primaria: 3 años[16]

## Costo
En 1999, luego del vuelo exitoso del prototipo AMS-01, el costo total del programa AMS fue estimado en 33 millones de dólares, con el AMS-02 siendo enviado hacia la ISS en 2003. Sin embargo, debido al accidente del transbordador espacial Columbia en 2003, y luego de un cierto número de problemas técnicos con la construcción del AMS-02, la estimación del costo del programa escaló hasta los 1.500 millones de dólares.
El elevado costo del proyecto fue duramente criticado durante el período en el cual el vuelo para llevarlo al espacio había sido cancelado.

## Diseño del módulo
El módulo consiste en una serie de detectores capaces de determinar las características de la radiación y las partículas que lo atraviesan de arriba hacia abajo, ya que las partículas y la radiación que ingresan al detector desde cualquier otro ángulo son rechazadas. De arriba hacia abajo, los subsistemas del AMS-02 están identificados como:
- Detector de radiación de transición, que mide las velocidades de las partículas de mayor energía;
- Contador superior de tiempo de vuelo, que junto con el contador inferior de tiempo de vuelo mide las velocidades de las partículas de menos energía;
- Seguimiento de estrellas, que determina la orientación del módulo en el espacio;
- Seguimiento de silicio, que mide las coordenadas de las partículas cargadas en el campo magnético del detector;
- Imán superconductivo, que altera la trayectoria de las partículas con carga para así poder identificarlas;
- Contador anti-coincidencias, que rechaza las partículas vagabundas que ingresan por los costados del detector;
- Contador inferior de tiempo de vuelo, que junto con el contador superior de tiempo de vuelo mide las velocidades de las partículas de menos energía;
- Detector de Cerenkov de imágenes en anillo, que mide la velocidad de las partículas rápidas con extrema precisión;
- Calorímetro electromagnético, que identifica las partículas a partir del calor producido en las colisiones con el detector.

## Objetivos científicos
El AMS-02 usará el ambiente único del espacio para ampliar nuestros conocimientos sobre el Universo y ayudar a la comprensión de su origen. Para ello buscará antimateria y materia oscura, y medirá rayos cósmicos.

### Antimateria
La evidencia experimental indica que nuestra galaxia está compuesta de materia; sin embargo, hay más de cien mil millones de galaxias en el Universo, y la teoría del Big Bang indica que durante la formación del Universo deberían haberse formado cantidades iguales de materia y antimateria. Hasta el momento, las teorías que logran explicar esta aparente asimetría violan otras mediciones observacionales. Por esto, la existencia o no de cantidades significativas de antimateria es una de las cuestiones fundamentales sobre el origen y naturaleza de nuestro Universo.
Cualquier observación de núcleos de antihelio proveería evidencia de la existencia de antimateria cantidades detectables. En 1999, el AMS-01 estableció un nuevo límite superior de 10-6 para la proporción de flujo de antihelium/helio en el Universo. El AMS-02 hará observaciones con una sensitividad de 10-9, es decir, con una mejora de tres órdenes de magnitud por sobre el AMS-01, suficiente para alcanzar los confines del Universo en expansión y resolver esta cuestión de manera definitiva.

### Materia oscura
La materia visible del Universo, como estrellas y nebulosas, suma menos del 5 por ciento de su masa total, que se deduce a partir de diferentes tipos de observaciones. El otro 95 por ciento no es visible, y está compuesto de materia oscura, cuya masa se estima en un 20 por ciento del total del Universo, o energía oscura, que completa el porcentaje restante. La naturaleza exacta de ambas todavía es desconocida. Uno de los principales candidatos para la materia oscura es el neutralino. Si los neutralinos existen, deberían estar chocando entre sí y generando un exceso de partículas cargadas que podrían ser detectadas por el AMS-02. Cualquier pico en el flujo de fondo de positrones, antiprotones o rayos gamma podría señalar la presencia de neutralinos u otros candidatos de materia oscura.

### Strangelets
Se han encontrado seis tipos de quarks experimentalmente (up, down, strange, charmed, bottom y top); sin embargo, toda la materia en la Tierra está compuesta solamente de dos tipos de quarks (up y down). Una de las preguntas fundamentales es si existe materia compuesta de tres tipos de quarks (up, down y strange). Este tipo de materia completamente nueva sería detectable en pequeños fragmentos conocidos como strangelets, que tendrían una masa extremadamente grande y una relación carga-masa muy pequeña. El AMS-02 puede proveer una respuesta definitiva sobre la existencia de esta materia ext
raña.

### Ambiente de radiación espacial
La radiación cósmica es un obstáculo significativo para la realización de una misión tripulada a Marte. Se necesita medir con exactitud la intensidad de los rayos cósmicos en el espacio para planear contramedidas apropiadas. La mayoría de las observaciones de rayos cósmicos son hechas por instrumentos en globos sonda, con tiempos de vuelo de unos pocos días; estos estudios han mostrado variaciones significativas. El AMS-02 estará operativo en la ISS durante una misión nominal de 3 años, recolectando una inmensa cantidad de datos sumamente precisos y permitiendo la medición de las variaciones a largo plazo del flujo de rayos cósmicos sobre un amplio rango de energías, para núcleos que van desde protones al hierro. Luego de su misión nominal, el AMS-02 podrá continuar proveyendo mediciones de rayos cósmicos. Además de ayudar a determinar la protección contra la radiación requerida para los vuelos interplanetarios tripulados, estos datos permitirán caracterizar la propagación interestelar y el origen de los rayos cósmicos.

## Misión extendida
Originalmente el AMS-02 iba a ser transportado de regreso a la Tierra por un transbordador espacial luego de culminar su misión principal por el agotamiento de su suministro de helio en estado de superfluidez, necesario para enfriar su solenoide magnético superconductivo. Sin embargo, ante el retiro de la flota de transbordadores, este elemento resulta demasiado grande y pesado para traerlo por cualquier otro medio, por lo que el plan actual es dejarlo en su lugar en el exterior de la estación espacial y continuar su operación como detector de flujo de rayos cósmicos en una misión extendida. Los detectores de partículas del AMS-02 seguirán siendo capaces de detectar partículas sin la ayuda del solenoide superconductivo, pero el sistema perderá gran parte de su habilidad para identificarlas.

## Cancelación y posterior restablecimiento del lanzamiento
Durante varios años las posibilidades de enviar el AMS-02 al espacio resultaron inciertas, dado que su lanzamiento no estaba previsto en ninguno de los futuros vuelos del transbordador espacial.
Luego del accidente del transbordador espacial Columbia la NASA decidió reducir la cantidad de vuelos restantes y retirar el resto de la flota de transbordadores antes del final de 2010. Varias misiones fueron canceladas, incluyendo el vuelo que llevaría el AMS-02 al espacio.
En 2006 la NASA estudió las posibles alternativas para enviar el AMS-02 hacia la estación espacial, pero se terminó concluyendo que cualquier otra opción que no fuera el lanzamiento a bordo de un transbordador espacial resultaría prohibitiva para el presupuesto disponible.
En mayo de 2008 se propuso un proyecto de ley Archivado el 25 de noviembre de 2008 en Wayback Machine. para lanzar el AMS-02 hacia la ISS en un vuelo adicional del transbordador, designado STS-134, en 2010 o 2011. El proyecto de ley fue aprobado por unanimidad en la Cámara de Representantes el 11 de junio de 2008. Luego fue presentado ante el Comité de Comercio, Ciencia y Transporte del Senado, donde también fue aprobado. Tras su modificación y aprobación por la totalidad del Senado el 25 de septiembre de 2008, la Cámara de Representantes volvió a aprobar la versión final el 27 de septiembre de 2008. El decreto final fue firmado por el presidente George W. Bush el 15 de octubre de 2008. El proyecto de ley autoriza a la NASA a agregar un lanzamiento adicional al manifiesto de misiones restantes antes de que el programa del transbordador espacial sea discontinuado.
En enero de 2009 la NASA restableció la misión de instalación del AMS-02 al manifiesto de vuelos restantes del transbordador espacial.

## Resultados
En julio de 2012, se informó que AMS-02 había observado más de 18 mil millones de rayos cósmicos.
En febrero de 2013, Samuel Ting informó que en sus primeros 18 meses de operación AMS había registrado 25 mil millones de eventos de partículas, incluidos casi ocho mil millones de electrones rápidos y positrones. El artículo de AMS informó la relación positrón-electrón en el rango de masa de 0,5 a 350 GeV, proporcionando evidencia sobre el modelo de materia oscura de partículas masivas de interacción débil (WIMP).
El 30 de marzo de 2013, la oficina de prensa del CERN anunció los primeros resultados del experimento AMS. Los primeros resultados de física se publicaron en Physical Review Letters el 3 de abril de 2013.  Se recogieron un total de 6,8×10^6 eventos de positrones y electrones en el rango de energía de 0,5 a 350 GeV. La fracción de positrones (del total de electrones más eventos de positrones) aumentó constantemente de energías de 10 a 250 GeV, pero la pendiente disminuyó en un orden de magnitud por encima de 20 GeV, aunque la fracción de positrones siguió aumentando. No hubo una estructura fina en el espectro de la fracción de positrones y no se observaron anisotropías. El punto de vista de la física que lo acompaña dijo que "Se informó una nueva medición de la fracción de positrones hasta 500 GeV, que muestra que la fracción de positrones alcanza un máximo de aproximadamente el 16% de los eventos totales de electrones+positrones, alrededor de una energía de 275±32 GeV. A energías más altas, hasta 500 GeV, la relación de positrones a electrones comienza a caer nuevamente.
AMS presentado durante 3 días en el CERN en abril de 2015, cubriendo nuevos datos sobre 300 millones de eventos de protones y flujo de helios primeros resultados del Espectrómetro Magnético Alfa del espacio confirman un exceso inexplicable de positrones de alta energía en los rayos cósmicos con destino a la Tierra". Estos resultados son consistentes con los positrones que se originan en la aniquilación de partículas de materia oscura en el espacio, pero aún no son lo suficientemente concluyentes como para descartar otras explicaciones. Ting dijo: "En los próximos meses, AMS podrá decirnos de manera concluyente si estos positrones son una señal de materia oscura o si tienen algún otro origen".
El 18 de septiembre de 2014, se presentaron nuevos resultados con casi el doble de datos en una charla en el CERN y se publicaron en Physical Review Letters.  Se informó una nueva medición de la fracción de positrones hasta 500 GeV, mostrando que la fracción de positrones alcanza un máximo de aproximadamente el 16% de los eventos electrones+positrones totales, alrededor de una energía de 275 ± 32 GeV. A energías más altas, hasta 500 GeV, la relación de positrones a electrones comienza a caer nuevamente.
AMS se presentó durante 3 días en el CERN en abril de 2015, cubriendo nuevos datos sobre 300 millones de eventos de protones y flujo de helio. En diciembre de 2016 reveló que había descubierto algunas señales consistentes con núcleos de antihelio en medio de varios miles de millones de núcleos de helio. El resultado está por verificar y el equipo está tratando de descartar la contaminación.
Un estudio de 2019, que utilizó datos del telescopio espacial de rayos gamma Fermi de la NASA, descubrió un halo alrededor del púlsar cercano Geminga. Los electrones y positrones acelerados chocan con la luz de las estrellas cercanas. La colisión eleva la luz a energías mucho más altas. Solo Geminga podría ser responsable de hasta el 20% de los positrones de alta energía vistos por el experimento AMS-02.
El AMS-02 en la ISS registró, a partir de 2021, ocho eventos que parecen indicar la detección de antihelio-3.